# Galaxyland
Koordinaten: 53° 31′ 19″ N, 113° 37′ 19″ W
Galaxyland Amusement Park (früher auch als Fantasyland bekannt) ist der Name des größten Indoor-Vergnügungsparks der Welt. Es befindet sich in der West Edmonton Mall im kanadischen Edmonton. Der über 37.000 m² große Park bietet über 27 Fahrgeschäfte an, darunter eine Schwarzkopf-Achterbahn mit einem dreifachen Looping.

## Attraktionen

### Achterbahnen
| Name           | Typ                | Hersteller   | Eröffnungsjahr |
| -------------- | ------------------ | ------------ | -------------- |
| Autosled       | Familienachterbahn | Zierer       | 1985           |
| Dragon Wagon   | Kinderachterbahn   | Wisdom Rides | 1993           |
| Galaxy Orbiter | Spinning Coaster   | Gerstlauer   | 2007           |
| Mindbender     | Loopingachterbahn  | Schwarzkopf  | 1985           |

### Kinderbahnen
- Motojump
- Carousel
- Kiddie Convoy
- 35th Aero Squadron
- Space Bump
- Galaxyland Raceway
- Balloon Race
- Galaxy Kids Playpark

### Fortgeschrittene Fahrgeschäfte

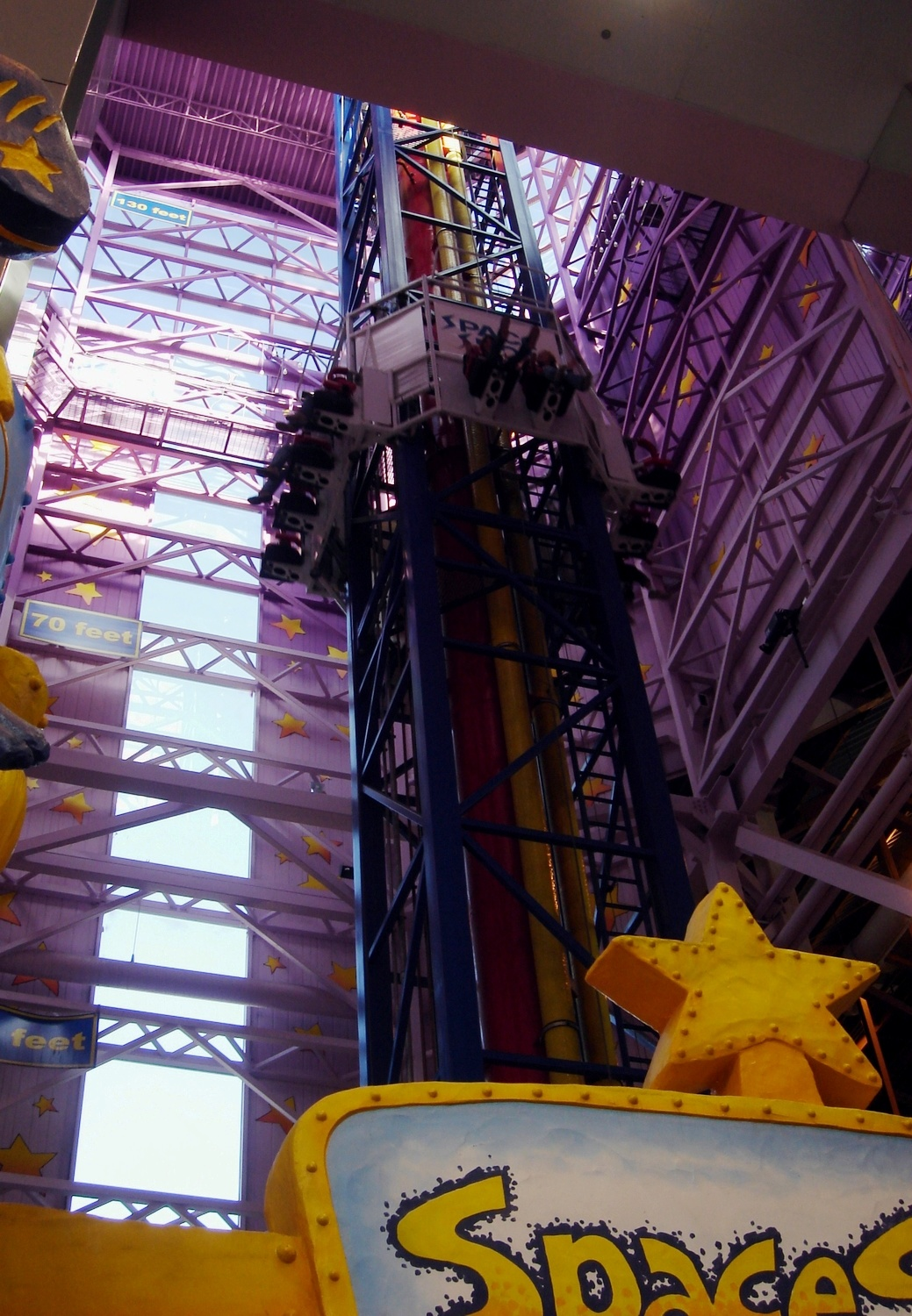
„Space Shot“ - Indoor Drop Tower.

- Cosmic Spinner
- Galaxyland Express
- Cosmic Bounce
- Flying Galleon
- TurboRide Theatre
- Quirks in the Works
- Cosmic Revolution

### Fahrgeschäfte für sehr Fortgeschrittene
- Space Shot
- Solar Flare
- Swing of the Century
- Cosmo’s Space Derby
- Sonic Twister

## Unfall
Traurige Berühmtheit erlangte der Park durch eines der schwersten Achterbahnunglücke überhaupt. Am 14. Juni 1986 löste sich an einem Wagen der „Mindbender“-Stahlachterbahn aufgrund von Wartungsmängeln die Radkonstruktion. Dadurch prallte der Zug gegen einen Pfeiler und schleifte auf der Fahrschiene. Der Zug wurde abgebremst, schaffte den Looping nicht mehr und rollte zurück, wobei ein Teil des Zuges vor einen Betonpfeiler schlug. Drei Menschen starben bei dem Unfall, einer wurde schwer verletzt und zwei erlitten Knochenbrüche. Die restlichen zehn Insassen kamen mit Prellungen und schweren Schockzuständen davon. Nach dem Unfall stellte sich heraus, dass an den Achsen etwa ein Viertel aller Bolzen nicht mehr vorhanden war und/oder Beschädigungen aufwies. Ein Verantwortlicher konnte bis heute nicht gefunden werden.